# GM Epsilon
De GM Epsilon was een platform van General Motors voor middenklassers en hogere middenklassers met voorwielaandrijving. De GM Epsilon verving het GM N platform en het GM2900 platform en is al opgevolgd door de GM Epsilon II.

## Modellen op GM Epsilon
- 2002-2009: Opel Vectra
- 2003-2011: Saab 9-3
- 2003-2008: Opel Signum
- 2004-2007: Chevrolet Malibu
- 2004-2007: Chevrolet Malibu Maxx
- 2005-2010: Pontiac G6
- 2005-2011: Fiat Croma
- 2006-2009: Cadillac BLS
- 2007-2010: Saturn Aura
- 2008-2012: Chevrolet Malibu

Op de GM Epsilon had eigenlijk ook de Buick LaCrosse moeten staan, maar die kreeg toch het GM W-platform.